# Christian Zeitz

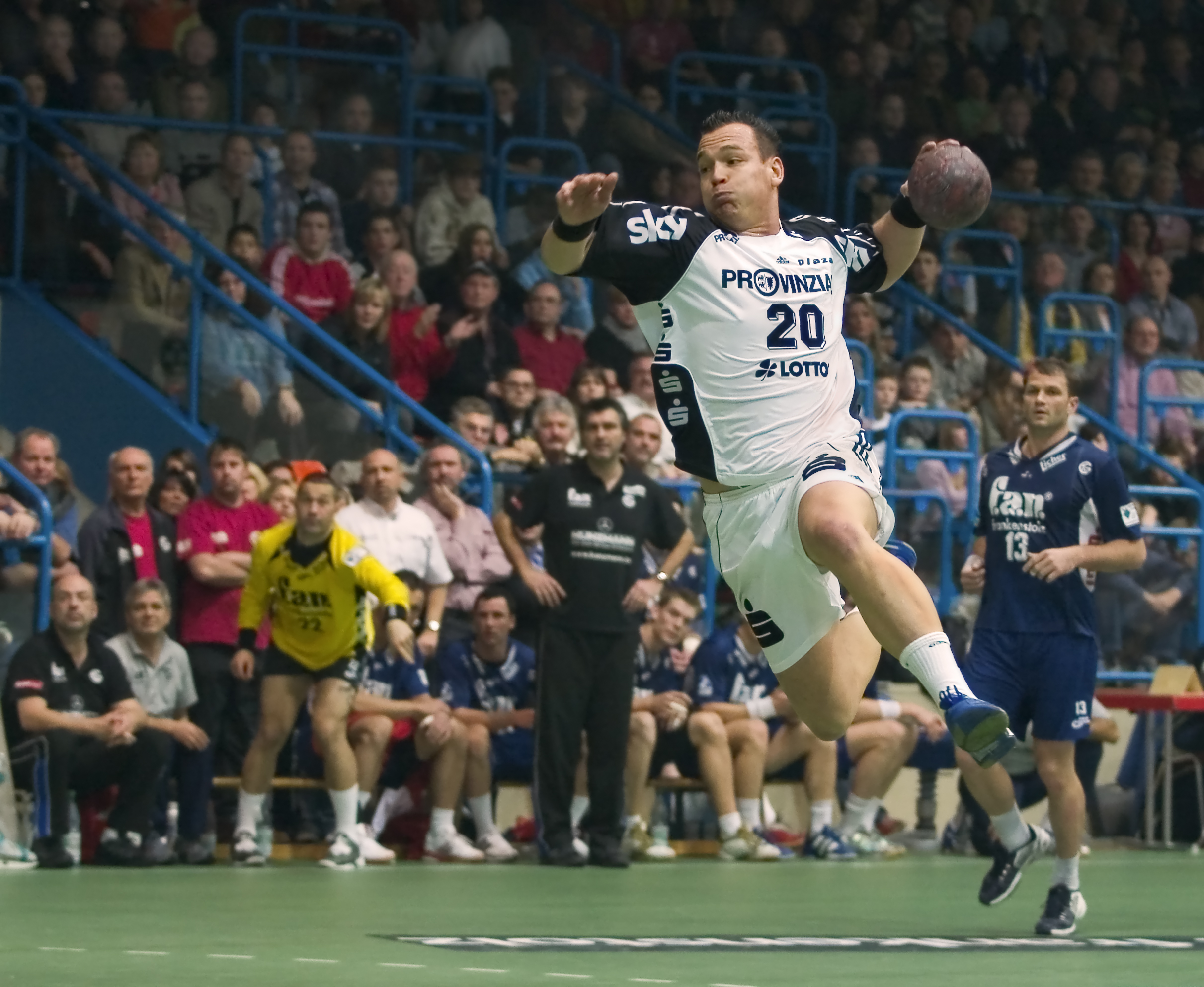
Christian Zeitz med THW Kiel 2006.

Christian Zeitz, född 18 november 1980 i Heidelberg i dåvarande Västtyskland, är en tysk handbollsspelare. Han är vänsterhänt och spelar i anfall som högernia. Han har under största delen av sin karriär spelat för den tyska klubben THW Kiel, och har spelat 166 landskamper för Tysklands landslag (458 landslagsmål).

## Klubbar
- TSV Östringen (1986–2002)
- SG Kronau-Östringen (2002–2003)
- THW Kiel (2003–2014)
- MKB-MVM Veszprém (2014–2016)
- THW Kiel (2016–2018)
- SG Nußloch (2018–2020)
- TVB 1898 Stuttgart (2020)
- GWD Minden (2020–)

## Meriter i urval

### Med klubblag
- Champions League-mästare: 2007, 2010 och 2012
- EHF-cupmästare 2004
- Tysk mästare: 2005, 2006, 2007, 2008, 2009, 2010, 2012, 2013 och 2014
- Tysk cupmästare: 2007, 2008, 2009, 2011, 2012, 2013 och 2017

### Med landslaget
- EM-silver 2002 i Sverige
- VM-silver 2003 i Portugal
- EM-guld 2004 in Slovenien
- OS-silver 2004 i Aten
- VM-guld 2007 i Tyskland